# 大阪府立北摂つばさ高等学校

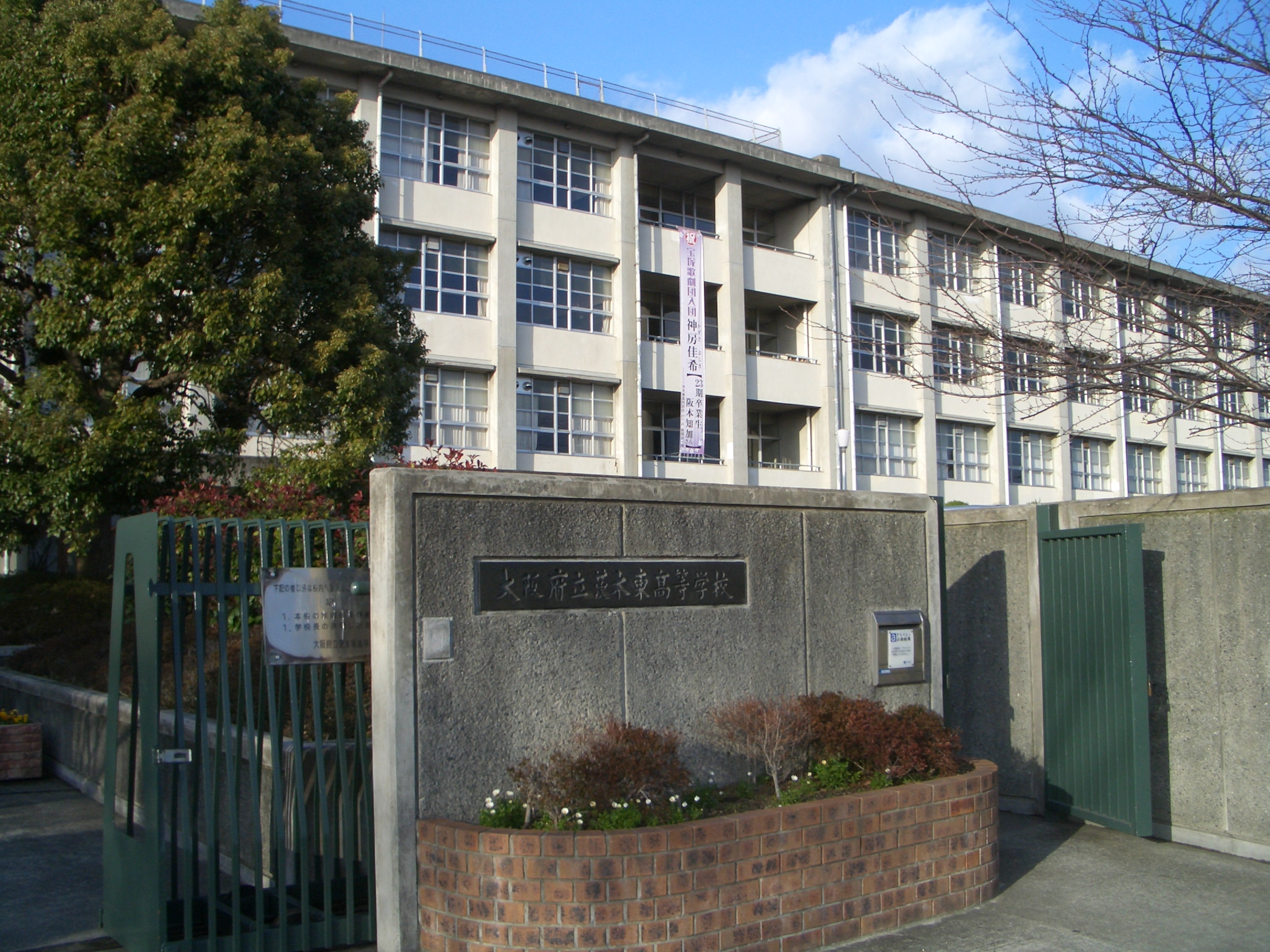
大阪府立茨木東高等学校（統合前）

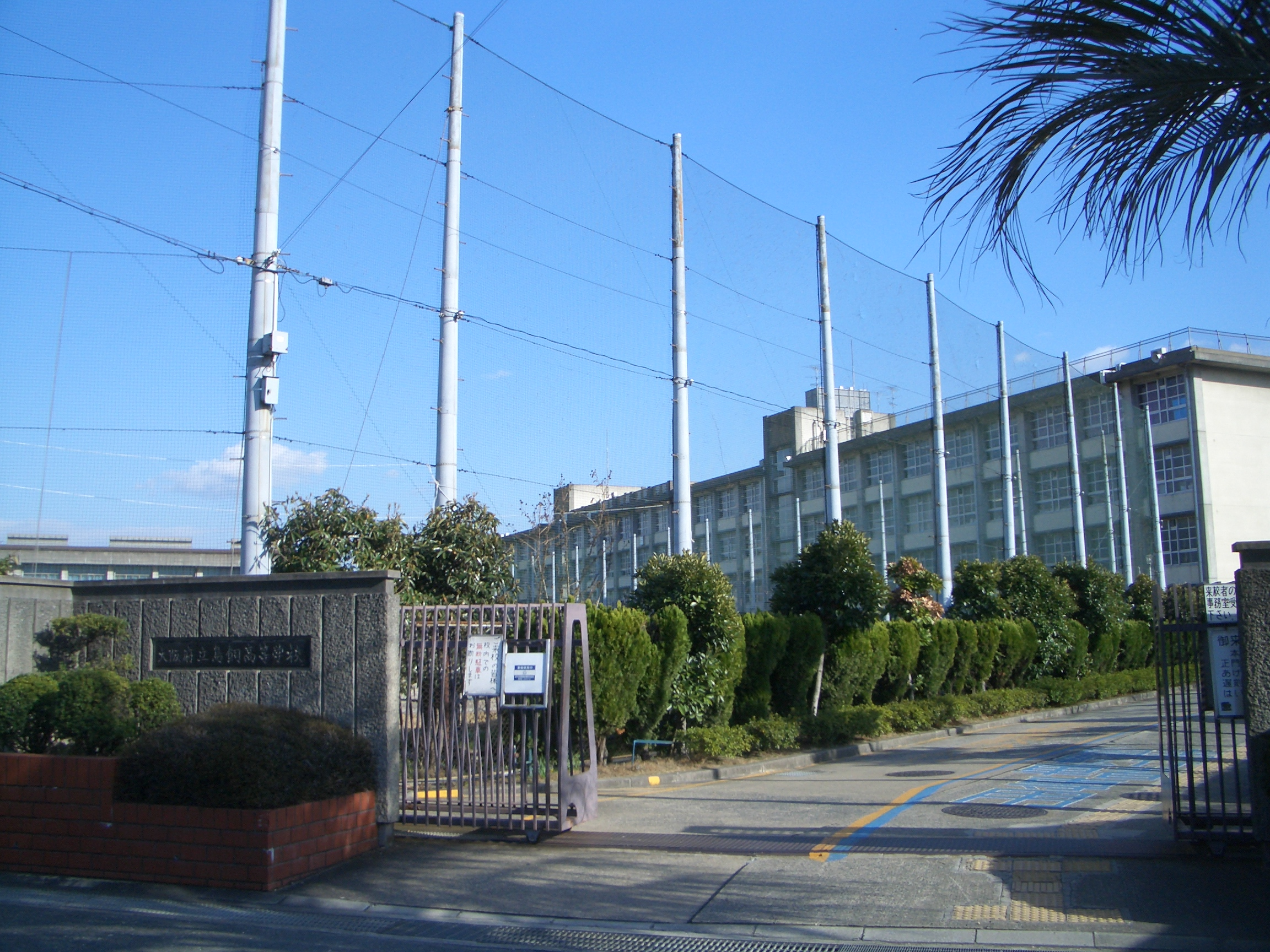
大阪府立鳥飼高等学校

大阪府立北摂つばさ高等学校（おおさかふりつ ほくせつつばさこうとうがっこう）は、大阪府茨木市玉島台に所在する公立の高等学校。

## 概要
従来の大阪府立茨木東高等学校と大阪府立鳥飼高等学校を統合し、普通科総合選択制の高等学校として2007年4月1日に開校した。校地は従来の茨木東高校の校地を引き継いで使用している。通学区域は、4学区制の第一学区（大阪市北部と北摂地域）に属する。
普通科総合選択制という性格から、普通科の教育課程を基本にしながらも、一般の普通科高校と比較して選択科目が数多く用意されている。生徒個々人の興味や進路に応じて、2年次以降「生命・エコロジー」「保育・福祉」「学び探究」「国際理解」「情報と暮らし」「アート・スポーツ」の各エリアに分かれ、エリア指定科目と自由選択科目を組み合わせて学習する。
校歌は生徒から公募した案を元に校歌制定委員会によって作詞され、同校の音楽科教諭により作曲がなされた。編曲は渡辺篤紀("Atsuki"名義)による。
また2018年度からは普通科コース制の学校に変更されることが決まっている。

## 沿革
前身校の大阪府立茨木東高等学校は1979年、府立122番目の全日制普通科高校として茨木市玉島台（現在の大阪府立北摂つばさ高等学校敷地）に開校した。また大阪府立鳥飼高等学校は1980年、府立128番目の全日制普通科高校として摂津市鳥飼上1丁目1番15号（北緯34度47分6.3秒 東経135度36分0.3秒 / 北緯34.785083度 東経135.600083度）に開校した。
その後、大阪府教育委員会の「府立高等学校特色づくり・再編整備計画（全体計画） 平成17年度（第3年次）実施対象校」により、従来の茨木東高校と鳥飼高校の統廃合で「茨木・摂津地域新高校」（仮称）を設置する構想が、2005年に大阪府教育委員会から打ち出された。府教委に設置のプロジェクトチームで論議後、2006年9月校名を「大阪府立北摂つばさ高等学校」とすることを決定。同年12月15日の大阪府議会での「大阪府立高等学校等条例の一部を改正する条例」可決を経て、「大阪府立北摂つばさ高等学校」設置が正式に決定した。
2007年、普通科総合選択制の北摂つばさ高等学校が開校。これに伴い前身校の茨木東・鳥飼の両校は新入生の募集を停止し、在校生が卒業する2009年3月31日18限りで閉校した。なお、2007年4月から2009年3月までは茨木東高校と北摂つばさ高校は同一校地内に併設されていた。
2018年、普通科総合選択制を廃止し普通科専門コース設置校に改編した。

## 交通
JR西日本東海道本線（JR京都線）茨木駅東口または阪急京都本線 茨木市駅南口から、近鉄バス83・84番「水尾3丁目」ゆき（循環）乗車、「北摂つばさ高校前」下車。